# Henry Tarus
Henry Tarus (* 6. Dezember 1978) ist ein ehemaliger kenianischer Marathonläufer.
2001 wurde er Zweiter beim Venedig-Marathon. 2002 folgte einem zehnten Platz beim Paris-Halbmarathon ein Sieg beim Prag-Marathon. Im Jahr darauf wurde er Achter bei der Stramilano und gewann den Madrid-Marathon. 2004 kam er beim Paris-Marathon auf den zehnten und beim Amsterdam-Marathon auf den zwölften Platz, 2005 wurde er Sechster in Venedig.
2006 wurde er Elfter bei Xiamen-Marathon, Neunter beim Ottawa-Marathon und triumphierte beim Athen-Marathon.
2007 wurde er Fünfter beim Alexander-der-Große-Marathon und Fünfter in Athen, 2008 Dritter beim Monaco-Marathon.

## Persönliche Bestzeiten
- Halbmarathon: 1:02:43 h, 10. März 2002, Paris
- Marathon: 2:10:10 h, 28. Oktober 2001, Venedig